# Véronique Auger
Véronique Auger est une journaliste française de télévision, née le 1er juillet 1957 à Neuilly-sur-Seine, fille de Jacques-Étienne Auger et de Colette Auger (née Maisondieu).

## Biographie
Depuis septembre 2006, elle présente Avenue de l'Europe, un magazine diffusé chaque samedi sur France 3 avant le 19/20 et consacré aux pays de l'Union européenne. Début 2009, l'émission double de durée pour être diffusée à 18 h 34 . L'émission grandit de nouveau en mars 2015 et devient un 52' mensuel diffusé le mercredi en 2e partie de soirée. Elle reçoit désormais un invité. Les deux premiers invités ont été B. Cazeneuve, Ministre de l'Intérieur à propos de l'immigration clandestine et F. Hollande, Président de la République à propos du Conseil européen.
Le 21 avril 2008, elle a interrogé le président de la République française Nicolas Sarkozy au cours d'une émission animée par Patrick Poivre d'Arvor et David Pujadas, avec la participation d'Yves Calvi et de Vincent Hervouët. En direct du palais de l'Élysée, cette interview de 90 minutes a été diffusée simultanément sur TF1 et France 2.
Elle est par ailleurs la présidente de l'Association des Journalistes européens (AJE France) et du Prix Louise-Weiss, après avoir présidé l'association Europresse. Elle est aussi présidente des Amis de l'Entraide d'Auteuil-Centre Corot, association qui fait partie des fondateurs de la Banque alimentaire.

## Distinctions
Elle est faite chevalier de l'Ordre du Mérite en 2008. En 2015, elle est promue au grade d'officier de l'ordre national du Mérite.

## Ouvrages
Véronique Auger a publié trois ouvrages : un essai en 1993 traitant de trois acteurs de la politique économique française, à savoir Édouard Balladur, Raymond Barre et Pierre Bérégovoy, et deux livres d'entretiens en 2011, l'un avec Élisabeth Guigou, et l’autre avec Bruno Le Maire alors Ministre de l'agriculture.
- Véronique Auger, Trois hommes qui comptent : les trois B de la politique économique, Passais-la-Conception, Pluriel, 1993, 185 p., broché, 13,5 × 21,9 cm  (ISBN 978-2910108007)
- Véronique Auger et Élisabeth Guigou, Pour une Europe juste, Paris, Cherche Midi, 2011, 192 p., broché, 14,1 × 22,9 cm  (ISBN 978-2749118444)
- Véronique Auger et Bruno Le Maire, Nourrir la planète, Paris, Cherche Midi, 2011, 180 p., broché, 14 × 22 cm  (ISBN 978-2749121567)